# Колман (Мичиген)
Колман (енгл. Coleman) град је у америчкој савезној држави Мичиген. По попису становништва из 2010. у њему је живело 1.243 становника.

## Демографија
Према попису становништва из 2010. у граду је живело 1.243 становника, што је -53 (-4.1%) становника више него 2000. године.
| Група             | 2000.         | 2010.         |
| Белци             | 1.250 (96,5%) | 1.158 (93,2%) |
| Афроамериканци    | 1 (0,1%)      | 9 (0,7%)      |
| Азијати           | 0 (0,0%)      | 2 (0,2%)      |
| Хиспаноамериканци | 16 (1,2%)     | 39 (3,1%)     |
| Укупно            | 1.296         | 1.243         |